# Flughafen Kärdla

i7
i11
i13
Der Flughafen Kärdla (IATA-Code: KDL, ICAO-Code: EEKA), in estnischer Sprache Kärdla lennujaam, ist ein Flughafen in Estland. Der Flughafen befindet sich sieben Kilometer östlich der Stadt Kärdla beim Dorf Hiiessaare in der Landgemeinde Hiiumaa, an der Nordküste der zweitgrößten Insel Estlands Hiiumaa.
Die nächstgelegenen Verkehrsflughäfen sind Kuressaare (87 km), Tallinn (125 km), Turku (Finnland, 172 km), Helsinki-Vantaa (Finnland, 192 km) und Mariehamn (Åland, 207 km).

## Geschichte
Der Flughafen Kärdla wurde 1963 gebaut. Von den 1960er- bis in die 1980er-Jahre gab es regelmäßige Verbindungen nach Tallinn, Haapsalu, Vormsi, Kuressaare, Riga, Pärnu, Viljandi und Tartu. Murmansk, Vilnius, Kaunas und Riga wurden zusätzlich mit Charterverbindungen bedient. Die Fluggastanzahl im Jahre 1987 betrug 24.335. Seit 1992 sank das Passagieraufkommen, so nutzten 1995 nur 727 Passagiere den Flughafen. Dies lag daran, dass die Fluggesellschaft Aeroflot in einer Krise war und die Wirtschaft Estlands nach der Unabhängigkeit neu strukturiert wurde. 1998 wurde die Landebahn erneuert und das Passagieraufkommen stieg wieder, so dass 2004 8840 Fluggäste gezählt wurden.
Am 23. November 2001 verunglückte eine Antonow An-28 der estnischen Fluggesellschaft ELK Airways mit 17 Menschen an Bord auf dem Weg von Tallinn nach Kärdla. Die Maschine stürzte beim Landeanflug in ein 1,5 Kilometer vom Flughafen Kärdla entferntes Waldstück des landwirtschaftlichen Museums Soera nahe Palade auf der Insel Hiiumaa. Zwei Menschen überlebten den Absturz nicht.

## Nutzung
Der Flughafen kann seit einigen Jahren für Personen- und Frachtflüge rund um die Uhr genutzt werden. 2017 wird zweimal täglich von Montag bis Freitag die estnische Hauptstadt Tallinn angeflogen, am Wochenende einmal täglich.
Auch die estnische Luftwaffe und die Küstenwache benutzen den Flughafen Kärdla.
Im ersten Augustwochenende findet jährlich eine Flugshow statt.